# Скотт Ленґ (персонаж)
Скотт Ленґ (англ. Scott Lang) — персонаж коміксів, що видаються компанією Marvel Comics, другий супергерой що носив ім'я Людина-мураха (англ. Ant-man).

## Історія публікацій
Скотт Ленґ був створений письменником Девідом Мичеліні і художником Джоном Берном. Він вперше з'явився в «Avengers» № 181 (березень 1979), а в «Marvel Premiere» № 47 (квітень 1979) взяв ім'я Людини-мурахи.
Людина-мураха є одним з головних героїв у серії «FF», створеної Меттом Фрэкшеном і Майком Оллредом.
Ленг став головним героєм тривающої серії «Ant-Man», написаної Ніком Спенсером і намальованою Рамоном Розаносом, яка почалася в січні 2015 року.

## Поява поміж коміксів

### Фільми
- Скотт Ленґ, якого зіграв Пол Радд, став головним героєм у фільмі «Людина-мураха» режисера Пейтона Ріда, що вийшов у 2015 році. За сюжетом фільму він виходить з в'язниці, де відбував термін за вчинену крадіжку, і хоче почати нове життя, покінчивши з криміналом. Через судимості він не може влаштуватися на роботу і вирішує знову вчинити крадіжку разом зі своїм старим другом Луїсом і його новими знайомими водієм Дейвом і гакером Куртом. Сейф, який він розкриває, як виявилось, належить Генку Піму, і замість цінностей там перебував костюм Людини-мурахи, який Скотт забирає собі. Після того, як він надів костюм і випадково зменшився, Скотт вирішив повернути його власнику, але після цього його ловить поліція, викликана дочкою Піма Гоуп. Генк Пім приходить до нього у в'язницю, представившись адвокатом, і за допомогою мурах передає в камеру костюм і допомагає втекти. Після втечі Генк розповідає, що спеціально підстроїв крадіжку, щоб завербувати Скотта, і що йому потрібна допомога, у викраденні зразка костюма Жовтого шершня, у свого колишнього учня Даррена Кроса, який хоче відкрити масовий випуск вбивчого костюма. Після тренувань Скотт проникає на базу Месників з метою добути спеціальний пристрій, який може допомогти в крадіжці, там у нього виникає сутичка з Яструбом, але Скотту вдалося здійснити задумане. Скотт успішно здійснює проникнення, але в останній момент виявилося, що Крос знав про підготовку пограбування. Крос втікає, забравши костюм, Скотт переслідує його, і в результаті Крос сам одягає костюм і б'ється з Ленґом. Їх битва переміщається у будинок дружини Скотта, де Крос бере в заручники його дочку Кессі. Щоб перемогти лиходія Ленґ зменшується до субатомних розмірів, а потім у результаті кмітливості повертається до свого нормального зростання. У кінці фільму, було показано, що Яструб шукає крихітного героя, і через Луїса виходить на Скотта.
- Пол Радд повернувся до ролі у фільмі «Перший месник: Протистояння». У фільмі бореться у команді Капітана Америки. Він бере участь у битві в аеропорту, де спочатку трохи пошкодив костюм Залізної людини, потрапивши туди з допомогою Соколиного ока, а після перетворився на Мураху-Гіганта, але був знешкоджений Войовника та Залізної людини за допомогою Людини-павука. Після того був відправлений у в'язницю, але у фіналі звільнений Стівом.
- У фільмі «Месники: Війна нескінченності» згадується Чорною вдовою, коли Брюс Беннер запитує про Соколиного ока.
- Пол Радд повернувся до ролі Скотта Ленґа у фільмі «Людина-мураха та Оса». За сюжетом він знаходиться під домашнім арештом за дії у Німеччині під час сутички Капітана Америки з Залізною людиною. Але після того, як він бачить у сні саму Джанет ван Дайн, він повідомляє про це Генку, і той разом з дочкою, що стала новою Осою, звільняють його з-під арешту. Генк та Гоуп хочуть з його допомогою повернути Джанет з квантового виміру, але їхнім обладненням хочуть заволодіти такі особистрості як: злочинний бізнесмен Санні Берч та суперзлодійка Эйва Старр, яка здатна до фазування кріз, матерію, виміри та час. Для боротьби з ними Генк дає Скотту новий костюм, зібраний у поспіху, в результаті чого у нього періодично виникають проблеми з регулюванням розміру. На деякий час у нього вселяється Джанет і допомагає Генку та Гоуп у роботі над подорожжю в квантовий вимір. Пізніше Генк збільшується і ловить Санні Берча, але через занадто великий розмір — втрачає свідомість і падає у воду, де його рятує Гоуп. У кінці фільму він обманює агента ФБР Джиммі Ву, показуючи, що увесь цей час перебував під арештом, і тому доводиться звільнити його. У сцені після титрів він відправляється в квантовий вимір і застряє там, тому що Генк Пім, Джанет і Гоуп зникли через клац Таноса, і ніхто не може його повернути назад.
- Пол Радд повернеться у ролі Ленґа в четвертій частині Месників.